# 明日への扉 (テレビ番組)
明日への扉は、日本の伝統芸能や伝統工芸を伝承する若者達を取り上げたドキュメンタリー番組。
2009年5月にディスカバリーチャンネル（CS放送）にて「アットホームPresents 明日への扉～日本の伝統・文化を継承する若者たち～」 として放送開始。
他、機内放送として、ANA国際線機内エンターテインメント「SKY CHANNEL」にて放送中。

## 放送内容
| 話数    | 放送日     | 都道府県 | サブタイトル                                                 | 主人公             | 主人公の師匠           | テーマ                                  |
| ------- | ---------- | -------- | ------------------------------------------------------------ | ------------------ | ---------------------- | --------------------------------------- |
| 第1話   | 2009年6月  | 広島県   | 刀鍛冶                                                       | 玉木 道明          | 久保 善博              | 日本刀                                  |
| 第2話   | 2009年7月  | 京都府   | 舞妓                                                         | 美恵雛             | -                      | 舞妓                                    |
| 第3話   | 2009年9月  | 青森県   | ねぶた師                                                     | 立田 健太          | 内山 龍星              | 青森ねぶた                              |
| 第4話   | 2009年10月 | 鹿児島県 | 薩摩切子職人                                                 | 永井 里沙          | 中根 総子              | 薩摩切子                                |
| 第5話   | 2009年12月 | 石川県   | 和太鼓職人                                                   | 杉浦 哲郎          | 浅野 利昭              | 和太鼓                                  |
| 第6話   | 2010年1月  | 京都府   | 和傘職人                                                     | 鈴川 剛司          | 西堀 耕太郎            | 和傘                                    |
| 第7話   | 2010年2月  | 富山県   | 和紙職人                                                     | 川原 隆邦          | -                      | 蛭谷和紙                                |
| 第8話   | 2010年3月  | 東京都   | 面打師                                                       | 新井 達矢          | 長澤 氏春              | 能面                                    |
| 第9話   | 2010年4月  | 和歌山県 | 竿師                                                         | 辰川 英輝          | 城 英雄                | 紀州へら竿                              |
| 第10話  | 2010年5月  | 石川県   | 九谷焼絵付師（赤絵細描）                                     | 林 美佳里          | 福島 武山              | 九谷焼                                  |
| 第11話  | 2010年6月  | 神奈川県 | 箱根寄木細工職人                                             | 小島 裕平          | 露木 孝一              | 箱根寄木細工                            |
| 第12話  | 2010年7月  | 茨城県   | 結城紬・織り子                                               | 大谷 加奈子        | 坂入 則明・坂入 幸子   | 結城紬                                  |
| 第13話  | 2010年8月  | 滋賀県   | 筆師                                                         | 藤野 純一          | 第15代 藤野 雲平       | 雲平筆                                  |
| 第14話  | 2010年9月  | 大阪府   | だんじり彫物師                                               | 原 宜典            | 木下 賢治              | だんじり                                |
| 第15話  | 2010年10月 | 福島県   | 会津塗・加飾職人                                             | 沼田 英恵          | 角田 弘司              | 会津塗                                  |
| 第16話  | 2010年11月 | 栃木県   | 日光東照宮修復・漆塗職人                                     | 大森 憲志          | -                      | -                                       |
| 第17話  | 2010年12月 | 栃木県   | 日光東照宮修復・彩色職人                                     | 安藤 由香梨        | -                      | -                                       |
| 第18話  | 2011年1月  | 京都府   | 京友禅職人                                                   | 池内 真広          | 池内 路一              | 京友禅                                  |
| 第19話  | 2011年2月  | 岐阜県   | 茅葺職人                                                     | 田中 栄作          | 和田 茂                | 茅葺                                    |
| 第20話  | 2011年3月  | 愛知県   | つげ櫛職人                                                   | 森 英明            | 森 信吾                | つげ櫛                                  |
| 第21話  | 2011年4月  | 三重県   | 墨匠                                                         | 伊藤 晴信          | 伊藤 亀堂              | 鈴鹿墨                                  |
| 第22話  | 2011年5月  | 山梨県   | 甲州印傳職人                                                 | 山本 裕輔          | 山本 誠                | 甲州印傳                                |
| 第23話  | 2011年6月  | 京都府   | 弓師                                                         | 柴田 宗博          | 代二十一代 柴田 勘十郎 | 京弓                                    |
| 第24話  | 2011年7月  | 愛媛県   | 鬼師                                                         | 菊地 晴香          | 菊地 壮三郎            | 鬼瓦                                    |
| 第25話  | 2011年8月  | 愛知県   | 尾張七宝職人                                                 | 廣井 聖資・戸谷 航 | 柴田 明                | 尾張七宝                                |
| 第26話  | 2011年9月  | 福井県   | 提灯職人                                                     | 小島 まりや        | 畑 峰雄                | 提灯                                    |
| 第27話  | 2011年10月 | 京都府   | 能装束 織師                                                  | 筒井 謙丞          | 佐々木 洋次            | 能装束                                  |
| 第28話  | 2011年11月 | 福岡県   | 博多人形師                                                   | 田中 勇気          | 梶原 正二              | 博多人形                                |
| 第29話  | 2011年12月 | 東京都   | 江戸小紋職人                                                 | 小宮 康義          | 小宮 康孝・小宮 康正   | 江戸小紋                                |
| 第30話  | 2012年1月  | 長崎県   | 野鍛冶                                                       | 宮﨑 春生          | 大庭 利夫              | 野鍛冶                                  |
| 第31話  | 2012年3月  | 大分県   | 小鹿田焼陶工                                                 | 坂本 創            | 坂本 工                | 小鹿田焼                                |
| 第32話  | 2012年4月  | 東京都   | 江戸表具師                                                   | 池田 優生          | 十五代目 石井 三太夫   | 江戸表具                                |
| 第33話  | 2012年5月  | 富山県   | 井波彫刻職人                                                 | 田中 郁聡          | 池田 誠吉              | 井波彫刻                                |
| 第34話  | 2012年6月  | 新潟県   | 加茂桐たんす職人                                             | 酒井 裕行          | -                      | 加茂桐たんす                            |
| 第35話  | 2012年7月  | 福岡県   | 芦屋鋳物師                                                   | 樋口 陽介          | -                      | 芦屋鋳物                                |
| 第36話  | 2012年8月  | 滋賀県   | 近江和ろうそく職人                                           | 大西 巧            | 大西 明弘              | 和ろうそく                              |
| 第37話  | 2012年9月  | 三重県   | 伊賀くみひも職人                                             | 藤岡 潤全          | 藤岡 恵子              | 伊賀くみひも                            |
| 第38話  | 2012年10月 | 秋田県   | 大館曲げわっぱ職人                                           | 仲澤 恵梨          | 柴田 慶信              | 大館曲げわっぱ                          |
| 第39話  | 2012年11月 | 東京都   | 東京銀器 銀師                                                | 上川 宗達          | 上川 宗照              | 東京銀器                                |
| 第40話  | 2012年12月 | 佐賀県   | 伊万里焼 絵付師                                              | 川副 隆彦          | 青木 妙子              | 伊万里焼                                |
| 第41話  | 2013年1月  | 富山県   | 烏帽子職人                                                   | 四日市 健          | 四津谷 敬一            | 烏帽子                                  |
| 第42話  | 2013年2月  | 長野県   | 組子細工職人                                                 | 松林 啓介          | 横田 栄一              | 組子細工                                |
| 第43話  | 2013年3月  | 大分県   | 別府竹細工職人                                               | 清水 貴之          | 森上 仁                | 別府竹細工                              |
| 第44話  | 2013年4月  | 山形県   | 草木染織家                                                   | 山岸 久子          | 山岸 幸一              | 草木染                                  |
| 第45話  | 2013年5月  | 大阪府   | 宮大工                                                       | 藤原 弘揮          | 木内 繁男（金剛組）    | 宮大工                                  |
| 第46話  | 2013年6月  | 高知県   | 土佐典具帖紙職人                                             | 濱田 洋直          | -                      | 土佐典具帖紙                            |
| 第47話  | 2013年7月  | 静岡県   | 浜松注染そめ職人                                             | 二橋 智浩          | 二橋 教正              | 注染そめ                                |
| 第48話  | 2013年8月  | 京都府   | 截金師                                                       | 中村 華乃          | 江里 康慧              | 截金                                    |
| 第49話  | 2013年9月  | 東京都   | 江戸切子職人                                                 | 三田村 義広        | 根本 達也              | 江戸切子                                |
| 第50話  | 2013年10月 | 福岡県   | 八女石灯籠職人                                               | 橋山 裕司          | 橋山 安由              | 八女石灯籠                              |
| 第51話  | 2013年11月 | 宮崎県   | 高千穂神楽面彫師                                             | 工藤 省悟          | 工藤 浩章              | 高千穂神楽面                            |
| 第52話  | 2013年12月 | 静岡県   | 駿河雛人形師                                                 | 望月 勇治          | 望月 明                | 駿河雛人形                              |
| 第53話  | 2014年1月  | 三重県   | 伊勢型紙職人                                                 | 那須 恵子          | 生田 嘉範              | 伊勢型紙                                |
| 第54話  | 2014年2月  | 東京都   | 製硯師                                                       | 青栁 貴史          | 青栁 彰男              | 硯                                      |
| 第55話  | 2014年3月  | 新潟県   | 燕鎚起銅器職人                                               | 樋山 朗子          | 玉川 基行              | 燕鎚起銅器                              |
| 第56話  | 2014年4月  | 石川県   | 山中漆器 木地師                                              | 田中 瑛子          | 中嶋 虎男              | 山中漆器                                |
| 第57話  | 2014年5月  | 東京都   | 東京手描友禅職人                                             | 五月女 綾          | 生駒 暉夫              | 東京手描友禅                            |
| 第58話  | 2014年6月  | 徳島県   | 桶樽職人                                                     | 原田 啓司          | 河野 忠明              | 桶樽                                    |
| 第59話  | 2014年7月  | 佐賀県   | 鍋島緞通 織り師                                              | 入江 真梨子        | 古川 明美              | 鍋島緞通                                |
| 第60話  | 2014年8月  | 山梨県   | 甲州水晶貴石細工職人                                         | 藤森 信行          | 土屋 穣                | 甲州水晶貴石細工                        |
| 第61話  | 2014年9月  | 熊本県   | 山鹿灯籠製作後継者                                           | 中村 潤弥          | 徳永 正弘              | 山鹿灯籠                                |
| 第62話  | 2014年10月 | 静岡県   | 駿河竹千筋細工職人                                           | 大村 恵美          | 篠宮 康博              | 駿河竹千筋細工                          |
| 第63話  | 2014年11月 | 三重県   | 伊勢根付職人                                                 | 梶浦 明日香        | 中川 忠峰              | 伊勢根付                                |
| 第64話  | 2014年12月 | -        | 「明日への扉」5周年記念特別編                                | -                  | -                      | -                                       |
| 第65話  | 2015年1月  | 滋賀県   | 彫金師                                                       | 小林 浩之          | 小林 正雄              | 錺金具                                  |
| 第66話  | 2015年2月  | 石川県   | 金沢和菓子職人                                               | 中島 一            | 中島 茂                | 和菓子                                  |
| 第67話  | 2015年3月  | 石川県   | 加賀水引職人                                                 | 津田 六佑          | 四代目 津田 宏         | 加賀水引                                |
| 第68話  | 2015年4月  | 沖縄県   | 壺屋焼職人                                                   | 高江洲 尚平        | 高江洲 忠              | 壺屋焼                                  |
| 第69話  | 2015年5月  | 鳥取県   | 弓浜絣職人                                                   | 稲賀 さゆり        | 嶋田 悦子              | 弓浜絣                                  |
| 第70話  | 2015年6月  | 福井県   | 越前打刃物職人                                               | 田村 徹            | 清水 正治              | 越前打刃物                              |
| 第71話  | 2015年7月  | 兵庫県   | 淡路人形浄瑠璃 人形遣い                                      | 吉田 千紅          | -                      | 淡路人形浄瑠璃                          |
| 第72話  | 2015年8月  | 兵庫県   | 淡路人形浄瑠璃 太夫                                          | 竹本 友里希        | -                      | 淡路人形浄瑠璃                          |
| 第73話  | 2015年9月  | 福島県   | 会津桐下駄職人                                               | 黒澤 孝弘          | 黒澤 孝司              | 会津桐下駄                              |
| 第74話  | 2015年10月 | 京都府   | 京漆器塗師                                                   | 髙木 望            | 川瀬 表完              | 京漆器                                  |
| 第75話  | 2015年11月 | 島根県   | 石見神楽 面師                                                | 惠木 勇也          | -                      | 石見神楽                                |
| 第76話  | 2015年12月 | 島根県   | 石見神楽衣裳刺繍職人                                         | 大畑 公人          | -                      | 石見神楽                                |
| 第77話  | 2016年1月  | 島根県   | 石見神楽                                                     | 奉納神楽の舞台裏   | -                      | 石見神楽                                |
| 第78話  | 2016年2月  | 岩手県   | 浄法寺塗 塗師                                                | 岩舘 巧            | 岩舘 隆                | 浄法寺塗                                |
| 第79話  | 2016年3月  | 長野県   | 箏職人                                                       | 中川 祐一          | 吉澤 武                | 箏                                      |
| 第80話  | 2016年4月  | 奈良県   | 高山茶筌 茶筌師                                              | 久保 建裕・幸子    | -                      | 高山茶筌                                |
| 第81話  | 2016年5月  | 佐賀県   | 肥前びーどろ職人                                             | 副島 正稚          | 藤井 崇                | 肥前びーどろ                            |
| 第82話  | 2016年6月  | 富山県   | 高岡 鋳物職人                                                | 杉原 優子          | -                      | 高岡と鋳物                              |
| 第83話  | 2016年7月  | 愛知県   | 太鼓師                                                       | 朝倉 慶介          | 五代目彌市 三浦 宏之   | 和太鼓                                  |
| 第84話  | 2016年8月  | 宮城県   | 仙台埋もれ木細工職人                                         | 鈴木 綾乃          | 小竹 孝                | 埋もれ木細工                            |
| 第85話  | 2016年9月  | 神奈川県 | 箒職人                                                       | 小林 研哉          | 山田 次郎              | 中津箒                                  |
| 第86話  | 2016年10月 | 京都府   | 京象嵌師                                                     | 中嶋 龍司          | 中嶋 優子              | 京象嵌                                  |
| 第87話  | 2016年11月 | 秋田県   | 花火師                                                       | 今野 祥            | 齋藤 健太郎            | 大曲の花火                              |
| 第88話  | 2016年12月 | 千葉県   | 鴨川萬祝染職人                                               | 鈴木 理規          | 鈴木 幸祐              | 鴨川萬祝染                              |
| 第89話  | 2017年1月  | 香川県   | 香川漆器職人                                                 | 中田 陽平          | -                      | 香川漆器                                |
| 第90話  | 2017年2月  | 福岡県   | 博多織手機技能修士                                           | 森本 美生          | 渡邉 福男              | 博多織                                  |
| 第91話  | 2017年3月  | 岡山県   | 備前焼作家                                                   | 馬場 隆志          | 伊勢崎 淳              | 備前焼                                  |
| 第92話  | 2017年4月  | 奈良県   | 奈良団扇職人                                                 | 池田 匡志          | -                      | 奈良団扇                                |
| 第93話  | 2017年5月  | 京都府   | 畳職人                                                       | 三宅 克伺          | 榎原 明彦              | 畳                                      |
| 第94話  | 2017年6月  | 愛知県   | 有松・鳴海絞 括り職人                                        | 大須賀 彩          | 村瀬 裕                | 有松・鳴海絞                            |
| 第95話  | 2017年7月  | 岩手県   | 南部鉄器 鉉鍛冶                                              | 菊池 翔            | 田中 二三男            | 南部鉄器                                |
| 第96話  | 2017年8月  | 北海道   | 刷毛引き本染め職人                                           | 吉田 健太          | 近藤 弘                | 大漁旗                                  |
| 第97話  | 2017年9月  | 群馬県   | 桐生横振り刺繍職人                                           | 比嘉 寛志          | 大澤 紀代美            | 桐生横振り刺繍 （スーベニアジャケット） |
| 第98話  | 2017年10月 | 埼玉県   | 秩父太織職人                                                 | 南 麻耶            | 北村 久美子            | 秩父太織                                |
| 第99話  | 2017年11月 | 山口県   | 萩焼作家                                                     | 坂倉 正紘          | 十五代 坂倉 新兵衛     | 萩焼                                    |
| 第100話 | 2017年12月 | -        | 明日への扉スペシャル 日本の伝統文化を受け継ぐ100人の若者たち | -                  | -                      | -                                       |
| 第101話 | 2018年2月  | 京都府   | 京表具 修復師                                                | 間部 ななせ        | 藤田 芳夫,藤田 竜也    | 表具                                    |
| 第102話 | 2018年3月  | 京都府   | 京表具 表具師                                                | 後藤 悠斗          | 藤田 芳夫,藤田 竜也    | 表具                                    |
| 第103話 | 2018年4月  | 福岡県   | 柄巻師                                                       | 久保 謙太郎        | 久保 純一              | 柄巻                                    |
| 第104話 | 2018年5月  | 佐賀県   | 有田焼作家                                                   | 井上 祐希          | 井上 萬二              | 有田焼                                  |
| 第105話 | 2018年6月  | 東京都   | 江戸木版画 摺師                                              | 小川 信人          | 川嶋 秀勝              | 摺師                                    |
| 第106話 | 2018年7月  | 京都府   | 庭師 〜茶の湯の庭「露地」をつくる〜                          | 小河 京介          | 小河 正行              | 露地                                    |
| 第107話 | 2018年8月  | 青森県   | 津軽系伝統こけし工人                                         | 阿保 正文          | 阿保 六知秀            | こけし                                  |
| 第108話 | 2018年9月  | 熊本県   | 象眼師                                                       | 伊藤 恵美子        | -                      | 象眼, 肥後象眼, スペイン象眼            |

## スタッフ
- ディレクター：清田知宏、田辺繁郎
- プロデューサー：加納成人
- アシスタントプロデューサー：遠山英玲奈
- 制作協力：日企, アガサス
- 制作著作：アットホームホールディングス株式会社